# Mrówkowce
Mrówkowce (Euchrepomidinae) – monotypowa podrodzina ptaków z rodziny chronkowatych (Thamnophilidae).

## Występowanie
Podrodzina obejmuje gatunki występujące w Ameryce Południowej i Centralnej.

## Morfologia
Długość ciała 9,5–10,5 cm, masa ciała 6,5–8 g.

## Systematyka

### Nazewnictwo
Nazwa rodzajowa jest połączeniem słów z języka greckiego: ευχρως eukhros – „rumiany, w jasnym kolorze” oraz επωμις epomis – „ramię, bark”.

### Podział systematyczny
Gatunkiem typowym jest Formicivora callinota (= Euchrepomis callinota). Do podrodziny należy jeden rodzaj z następującymi gatunkami:
- Euchrepomis sharpei (von Berlepsch, 1901) – mrówkowiec żółtorzytny
- Euchrepomis callinota (P.L. Sclater, 1855) – mrówkowiec rdzaworzytny
- Euchrepomis spodioptila (P.L. Sclater & Salvin, 1881) – mrówkowiec rdzawogrzbiety
- Euchrepomis humeralis (P.L. Sclater & Salvin, 1880) – mrówkowiec białobrzuchy